# وانگنتا (استان ووتسکی)
وانگنتا (به لاتین: Łanięta) یک روستا در لهستان است که در گمینا وانگنتا واقع شده‌است.